# Brent Hawkes
Brent Hawkes, CM ONB (sinh ngày 2 tháng 6 năm 1950) là một giáo sĩ người Canada và nhà hoạt động vì quyền đồng tính.

## Tuổi thơ và giáo dục
Hawkes được sinh ra ở Bath, New Brunswick trong một gia đình Baptist. Hawkes đã lấy bằng Cử nhân Khoa học (1972) và Cử nhân Giáo dục (1973) từ Đại học Mount Allison, trước khi làm giáo viên tại Thung lũng Annapolis của Nova Scotia vào cuối những năm 1970. Sau đó, ông lấy bằng Thạc sĩ Thần học (1986) và Tiến sĩ Bộ (2001) từ Trinity College, một tổ chức Anh giáo tại Đại học Toronto.

### Cáo buộc tấn công tình dục
Vào ngày 1 tháng 2 năm 2016, Hawkes bị buộc tội tại Tòa án tỉnh Nova Scotia với các tội tấn công không đứng đắn và thiếu đứng đắn đối với một vụ tấn công tình dục đối với trẻ vị thành niên xảy ra trong khoảng năm 1974 đến 1975 khi Hawkes là giáo viên ở Nova Scotia. Hawkes đã không nhận tội, và đã được tha bổng cho tất cả các cáo buộc vào ngày 31 tháng 1 năm 2017, với phán quyết của thẩm phán có "sự mâu thuẫn đáng kể trong lời khai của các nhân chứng".

## Đời tư
Hawkes sống ở Toronto với John Sproule, bạn đời của ông trong hơn ba mươi năm. Họ kết hôn vào ngày 7 tháng 3 năm 2006.